# 晏善成
晏善成（16世紀—17世紀），字叔章，湖廣承天府京山縣人，明朝政治人物。

## 生平
晏善成是萬曆四十六年（1591年）戊午科湖廣鄉試舉人，天啟六年（1626年）授仙遊知縣，倡修當地石馬橋，陞福州北路海防同知，抵禦海盜劉香有功績，擢為應天治中，曾監修六合縣縣城，再轉為南京刑部員外郎，因事被貶謫歸鄉。

## 引用
1. 1 2  光緒《京山縣志·卷十一·人物志》：晏善成，字叔章，萬厯戊午舉人，授仙遊令，擢福州郡丞，晉應天治中，會六合修城，善成董役，敘遷南刑部員外郎，未幾謫歸。
2. ↑  同治《仙遊縣志·卷二十七·職官志一》：知縣 明……晏善成，蘄州人，天啟六年由舉人任，崇禎元年倡修石馬橋。
3. ↑  《鄭氏史料初編·卷二》：〈海寇劉香殘稿一〉：北路海防同知晏善成，籌海可當一面，殲寇每藉籲謨……崇禎七年七月二十二日奉聖旨……北路海防今升應天府治中晏善成……